# Otto Noll
Otto Noll (24 de julho de 1882 - 1922) foi um futebolista austríaco que atuava como goleiro.Noll jogava no DFC Prag quando foi convocado pela Seleção Austríaca de Futebol para os Jogos Olímpicos de Verão de 1912. durante os dois primeiros jogos, Noll foi titular,mas perdeu a posição após a derrota por 3x1 para a Holanda,que eliminou a Áustria do torneio.[carece de fontes?]

## Títulos
1 Campeonato Austríaco de Futebol (Liga Austríaca da Boêmia) - 1912/13[carece de fontes?]